# Marker Wadden

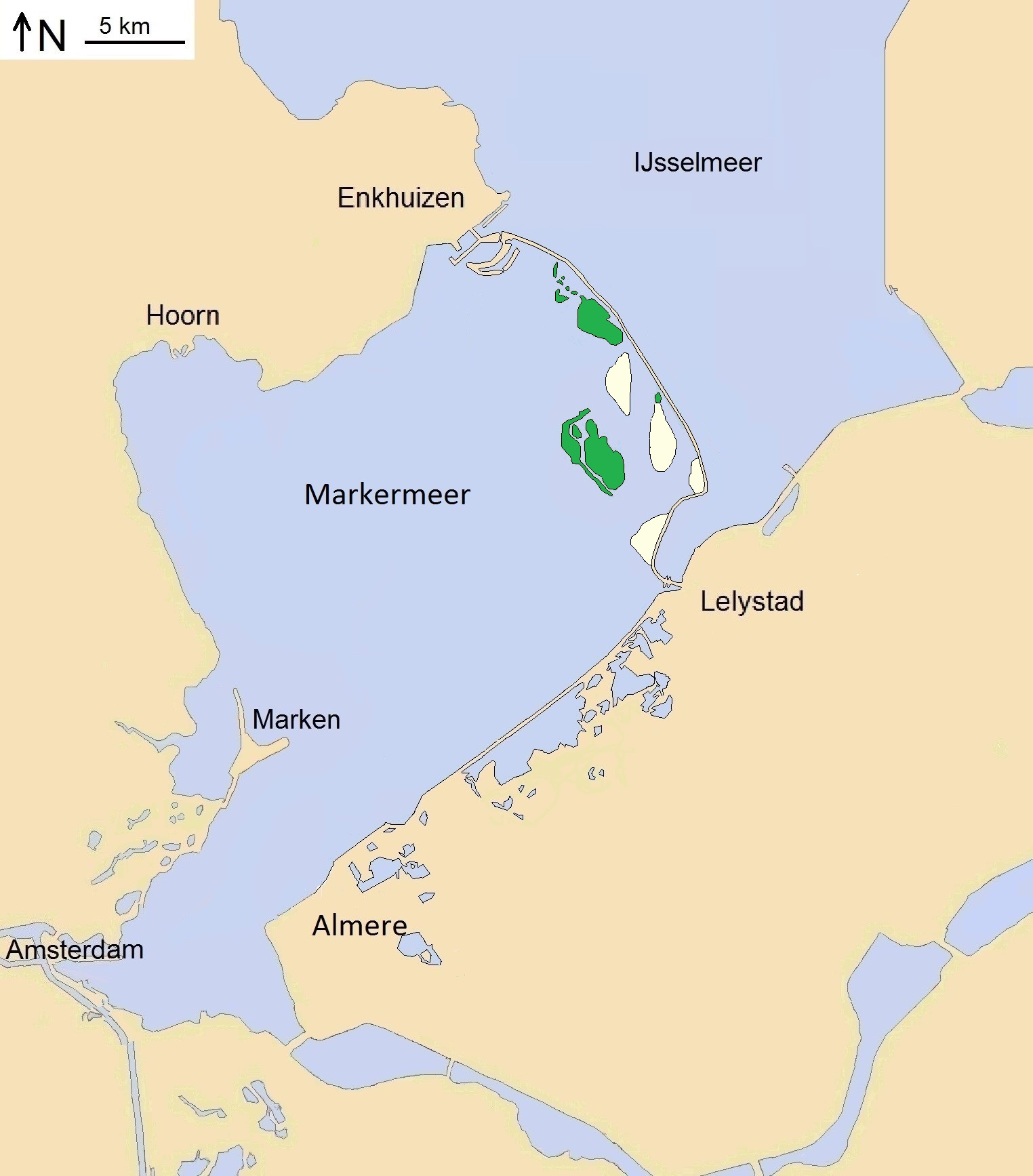
mapa projektu, to, co je zeleně, je již dokončeno (situace v roce 2021)

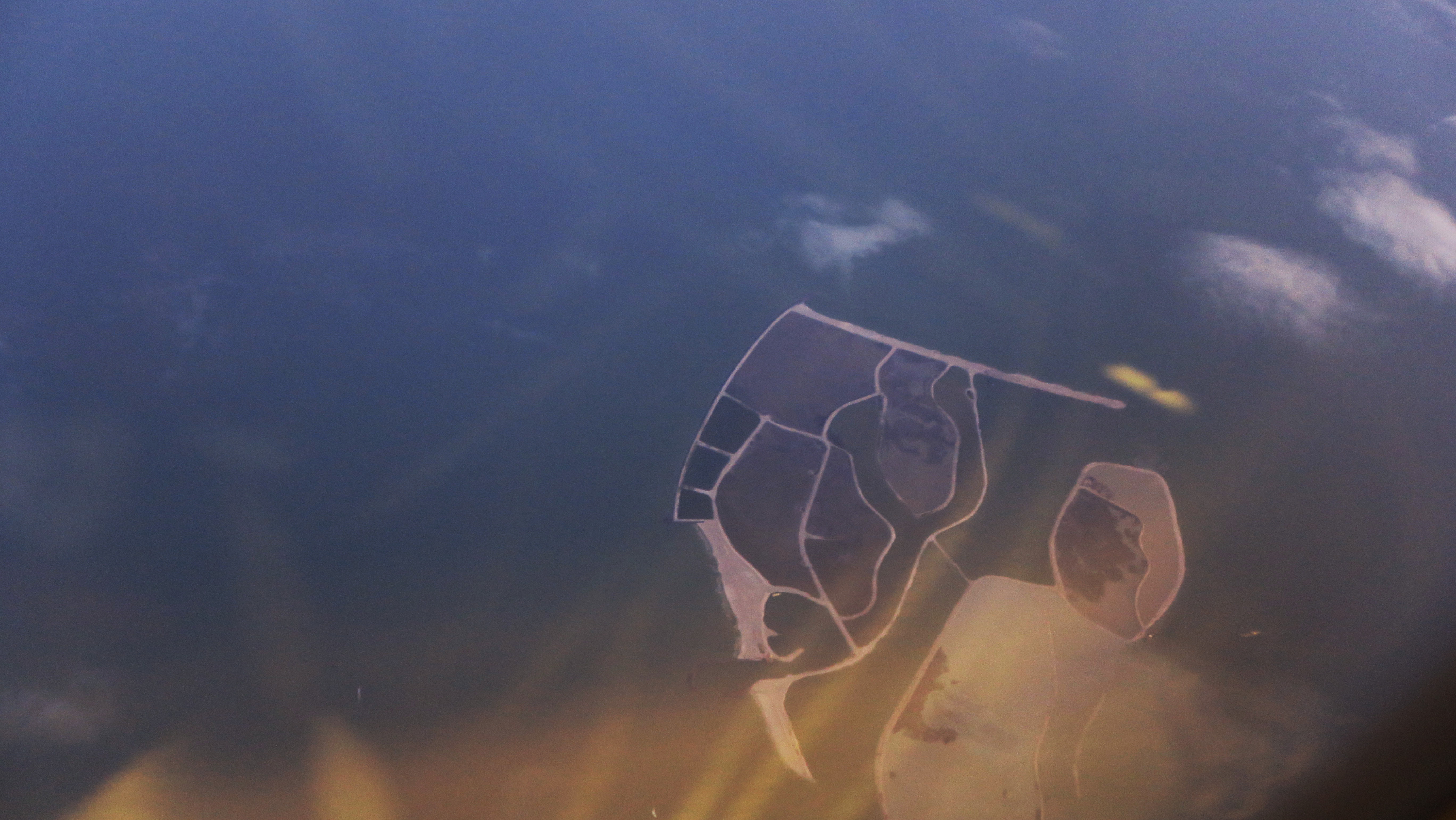
letecký snímek (září 2017)

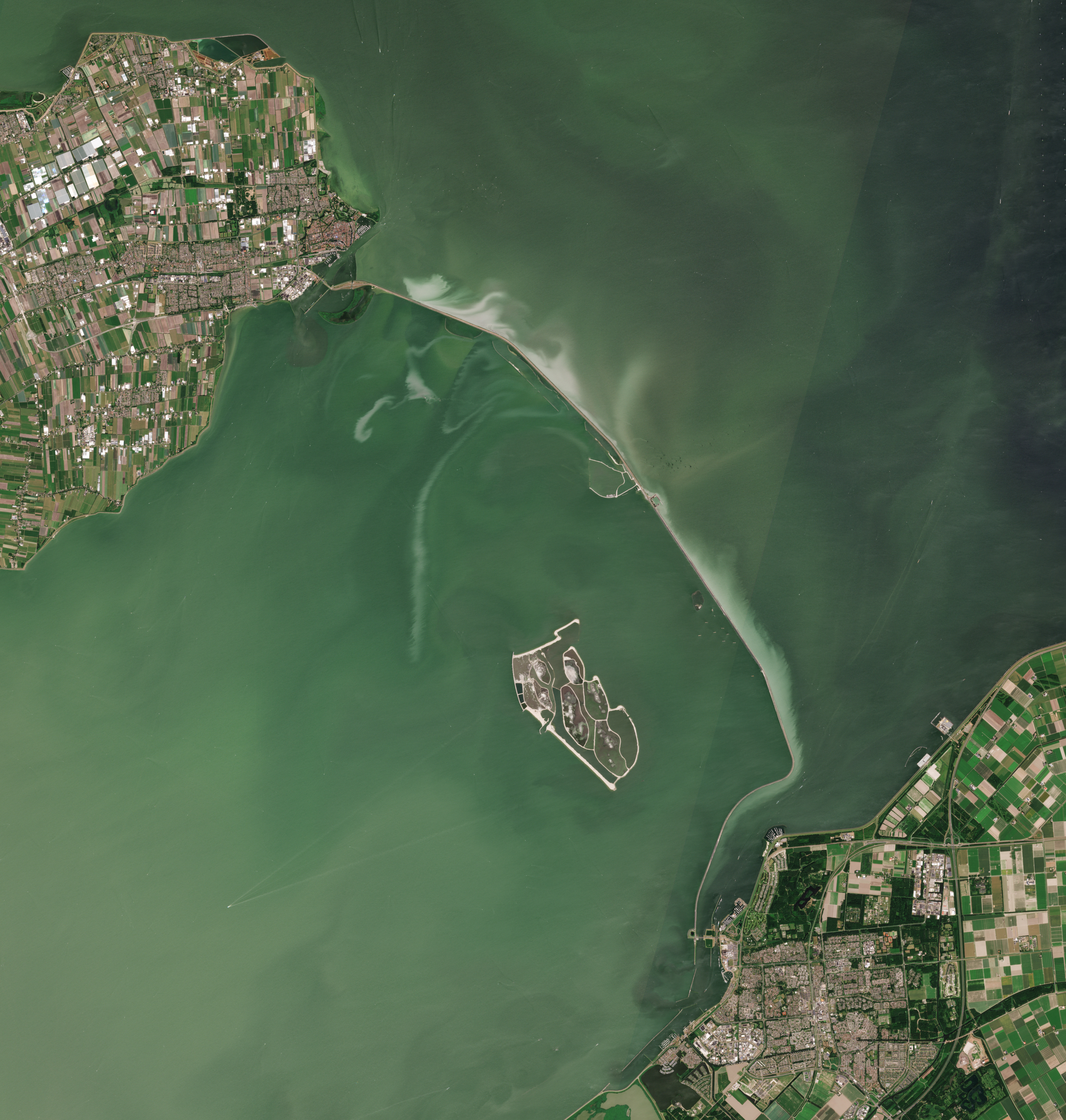
letecký snímek (červen 2018)

Marker Wadden je umělé souostroví, které vzniká v nizozemském jezeře Markermeer přibližně 4 km západně od hráze Houtribdijk spojující města Enkhuizen a Lelystad. Záměrem projektu je vznik přírodní a rekreační oblasti o finální rozloze 10 000 hektarů (jedna sedmina Markermeeru), z toho 4 500 ha nad vodou a 5500 hektarů pod hladinou. Svým rozsahem je jedním z největších ekologických projektů v západní Evropě. Projekt, ve kterém spolupracují Natuurmonumenten (Společnost pro ochranu přírodních památek Nizozemska) a nizozemská vláda Rijkswaterstaat, se zaměřuje na ekologické zotavení zlepšením kvality půdy a vody. Ostrovy nebudou zastavěny či zemědělsky využívány – mají vytvořit biotop podobný wattovému pobřeží (ale bez slapových jevů, protože Markermeeer není spojené s otevřeným mořem).
První ostrov byl slavnostně otevřen 24. září 2016. Další ostrovy by měly vzniknout do roku 2020. V roce 2018 zde byl vyhlášen národní park Nieuw Land zahrnující i část polderu Zuidelijk Flevoland. Vzniklou pevninu ostrovů postupně osidluje řada druhů vodního ptactva - např. tenkozobec opačný, rybák obecný, rybák malý, lžičák pestrý, kopřivka obecná, čírka modrá, racek černohlavý, kolpík bílý a další.